# FCGビル
FCGビル（エフシージービル）は、東京都港区台場にあるビル。フジ・メディア・ホールディングス（旧・フジテレビジョン、2008年に持株会社化。以下、FMH）が保有し、フジテレビジョンのほかBSフジをはじめとするフジサンケイグループ (Fujisankei Communications Group) の企業が本社・スタジオ等を置いている。フジテレビ本社ビル、ないしフジテレビ本社屋とも呼ばれる。
土地については東京都から借地契約を結んでいたが、2018年3月にFMHが約140億円で取得した（同社の有価証券報告書より）。2013年3月31日の年間貸借料は、7億3800万円だった。

## 概要
「世界のタンゲ」と言われた日本を代表する建築家・丹下健三が手掛けた巨大プロジェクトの中で最後に直接指揮をとった建築物で、設計は丹下健三・都市・建築研究所が担当した。お台場を象徴するランドマークとなっている。
日本の放送局の本社社屋の中で最も大きいビルであり、日本の民間放送局として最大級のスタジオ床面積（300坪）を持つ。フジテレビが新宿区河田町にあった旧本社ビルから臨海副都心への移転に至った経緯はフジテレビジョン#お台場移転の経緯を参照。

### デザイン・構造
建物は縦横の比率を、ハイビジョンテレビの画面の縦横の比率と同じ16:9とした。建物の低層部については公開スペースを1階に設け、主なスタジオを3階に設置するという構造で、高層部については「オフィスタワー」と「メディアタワー」の2棟からなる。この両棟を12階・18階・24階の3フロアーの階にあるコリドール（渡り廊下）で連結する構造となっている。2棟のビルの間にそびえる球体は直径32メートルあり、外装は腐食の心配がないチタン（新日鐵住金TranTixxiiチタン）で作られている。展望台の役割を持っており、2007年6月のリニューアルの際に「はちたま」という愛称が与えられた。
"どこでも放送局"を想定した作りのため、各所に電源や連絡端子盤などの放送用設備があり、球体内部にもスタジオ機能（照明・ブラインド・副調整室）を備えている。

#### 受賞
- 1997年 - 第7回松井源吾賞を受賞（小堀鐸二）

#### 案内板・サイン

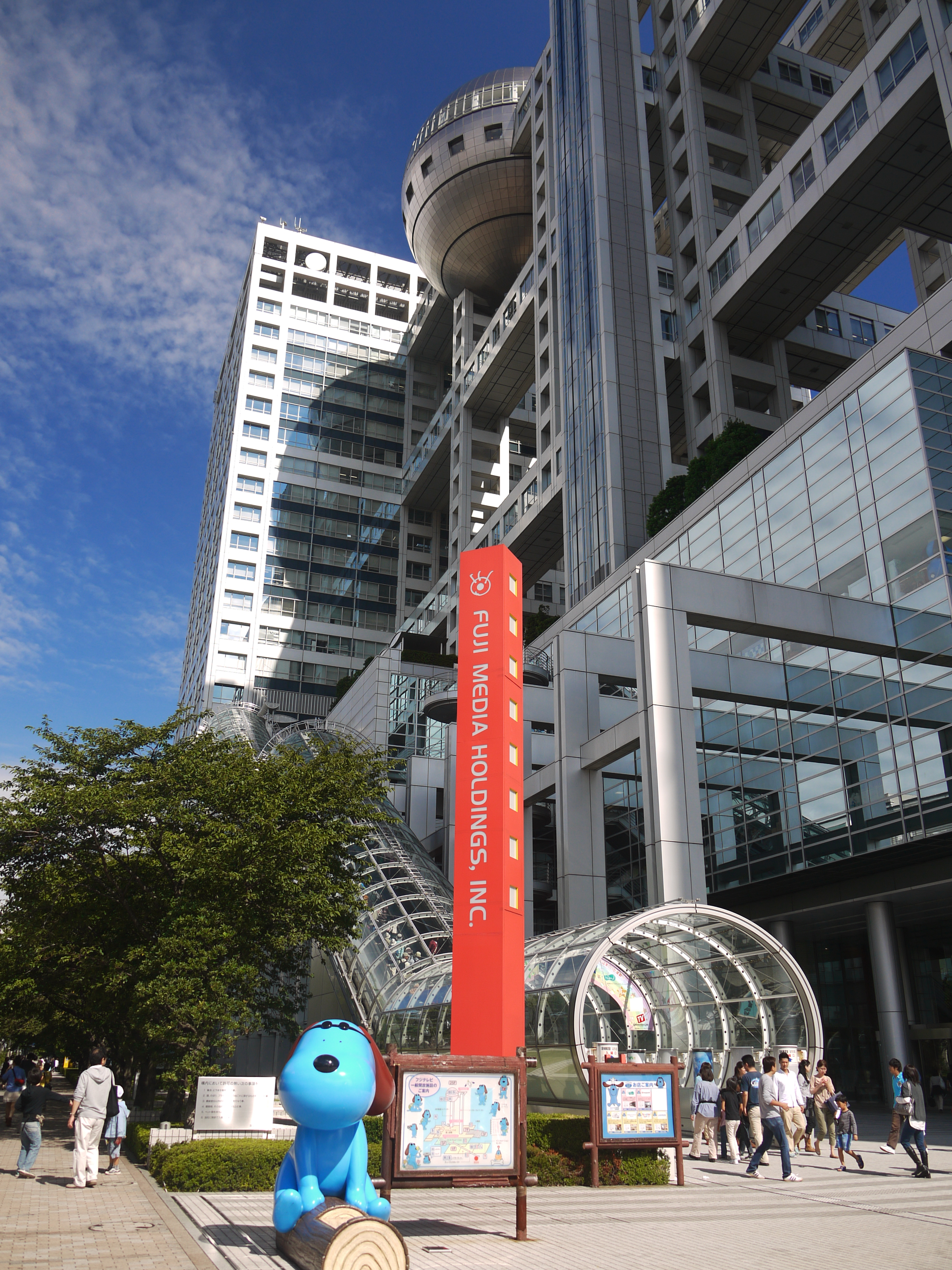
Pentagram社がデザインした会社の案内板があるフジテレビ広場

本社ビルの案内板・サインのデザインは、デザインスタジオのPentagram社（ニューヨーク）によるものとなっている。1階の広場に設置されている赤い棒状の「FUJI MEDIA HOLDINGS, INC.」（以前は「FUJI TELEVISION NETWORK」「NIPPON BROADCASTING SYSTEM」）の表記や駐車場のゲートサインなどがPentagram社のデザインとなっている。

### エピソード
レム・コールハースが建設中のFCGビルについて、磯崎新に「あそこに君の都庁が建っているじゃないか。コンペには負けたんじゃなかったのかい?」と勘違いともジョークとも捉えられるコメントを残している。東京都庁舎コンペに招待された磯崎は「錯綜体」案を提案し、結果としてコンペは磯崎の師匠である丹下が勝利を収めたという過去がある。
1996年8月から部署ごとに河田町社屋からの移転作業を順次行い、秋からは移転に向けてのトレーニング運用として『めちゃ×2イケてるッ!』や『新春かくし芸大会』など一部の番組収録がFCGビルのスタジオで行われるようになった。さらに同年12月31日の『料理の鉄人』の年越し特番もこのスタジオから生放送された。そして翌1997年3月10日に移転作業が完了し、FCGビルからの放送が開始した。
2011年3月11日の東日本大震災によって余震が続いたこともあり、球体展望室「はちたま」は6月3日まで営業を休止したが、6月4日から営業を再開した。
かつてフジテレビで放送されていたアニメ『こちら葛飾区亀有公園前派出所』では、何かしらの理由でFCGビルが破壊されるエピソードが複数作られている。他局では日本テレビの『ルパン三世』TVスペシャル『血の刻印 〜永遠のMermaid〜』の冒頭で、同ビルの展望台を使って飛行機の向きを変えるシーンが登場している。
大会議室前の通路には河田町社屋の模型が展示されている。

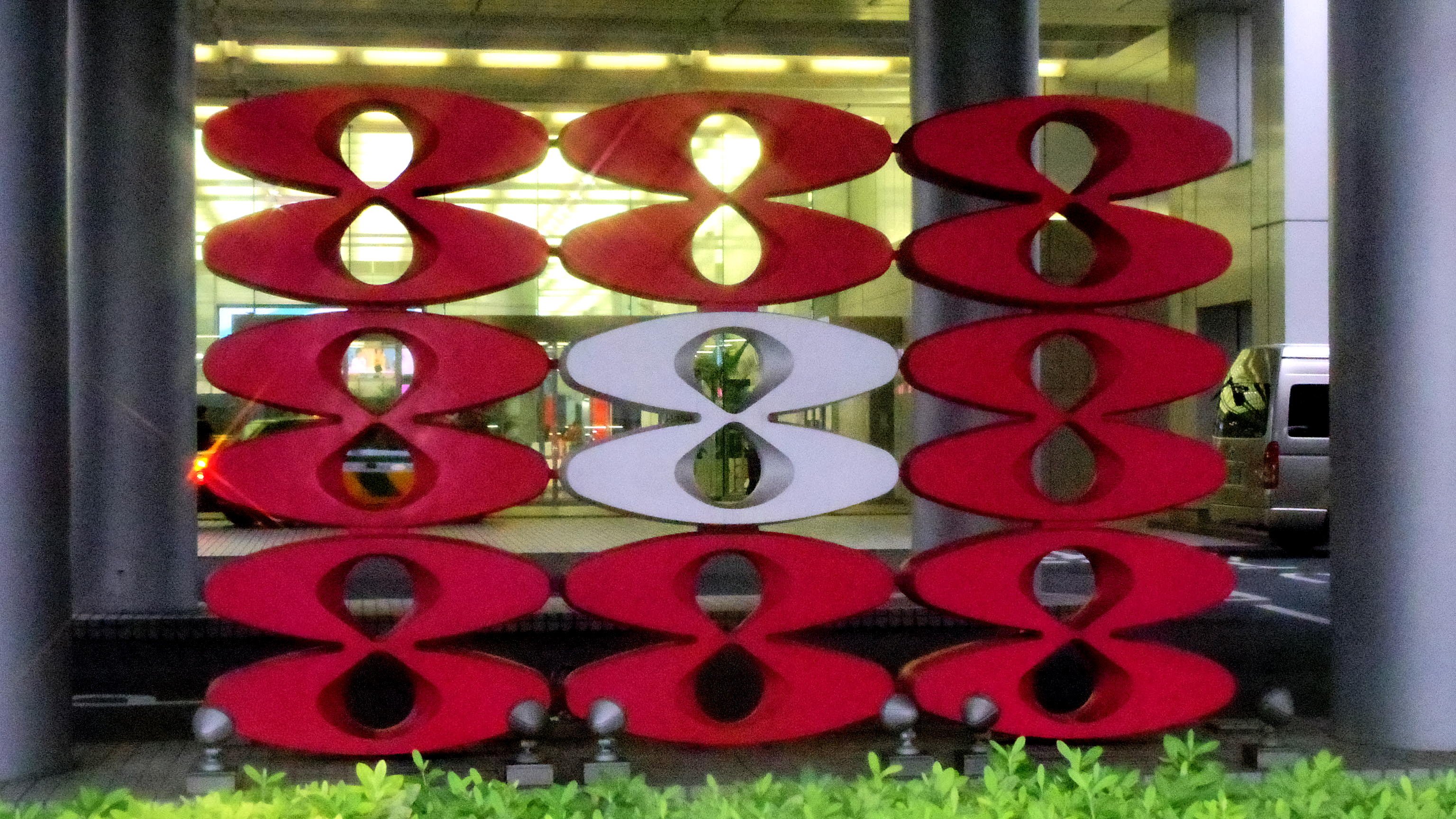
旧ロゴマーク8（亀倉雄策作）をかたどったモニュメント

### 提携
大災害等により本建物（フジテレビ本社）から放送の送出が不能となり喪失状態になった場合において、FNN・FNS準キー局の関西テレビ（カンテレ扇町スクエア）より全国ネット放送及び関東ローカル放送を行う旨の合意が両社で行われており、過去に南関東直下地震、南海トラフ巨大地震を想定した訓練が行われている。詳細はフジニュースネットワーク#災害時の対応を参照のこと。

## スタジオ以外の施設

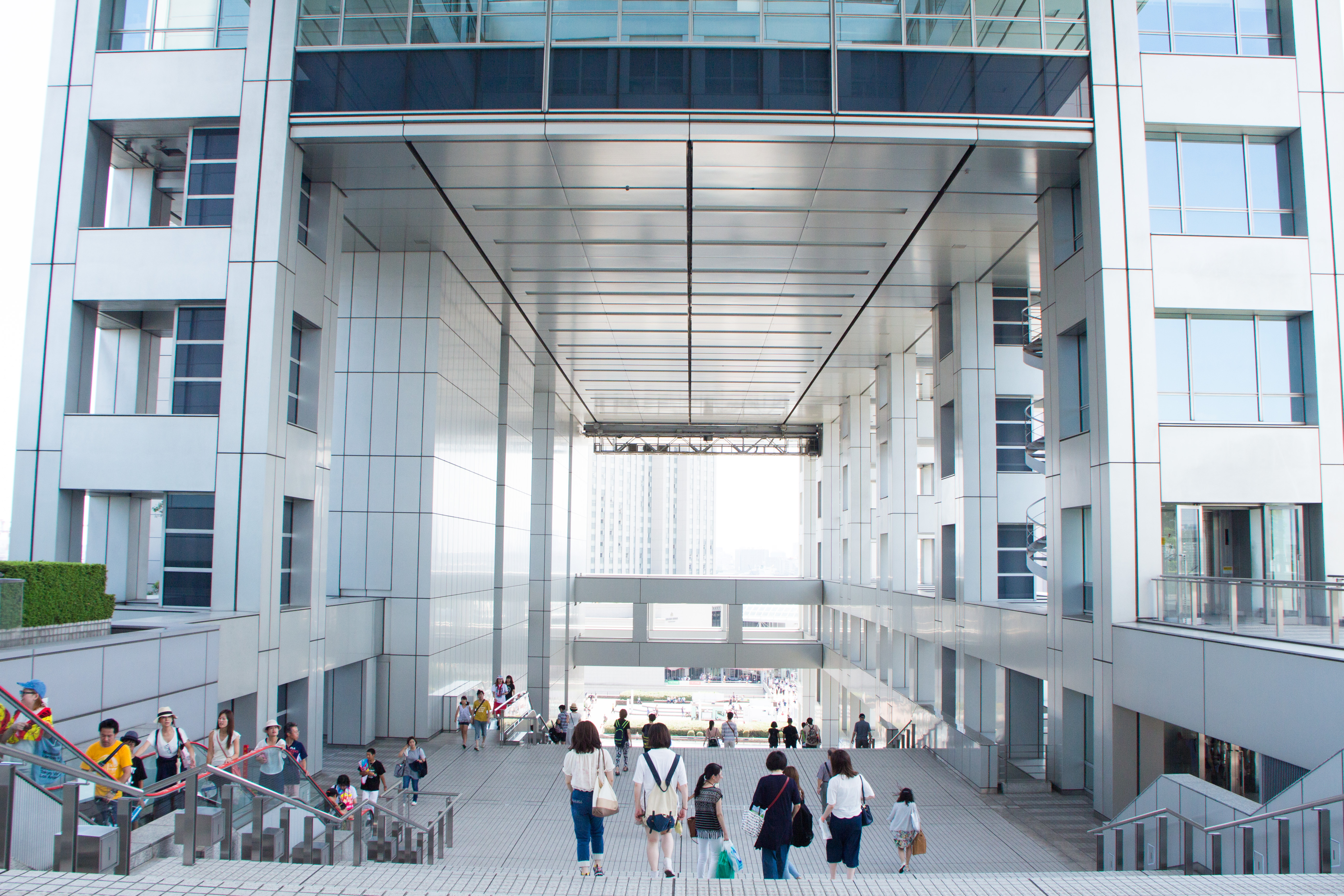
7階から大階段を望む（長さ100m）

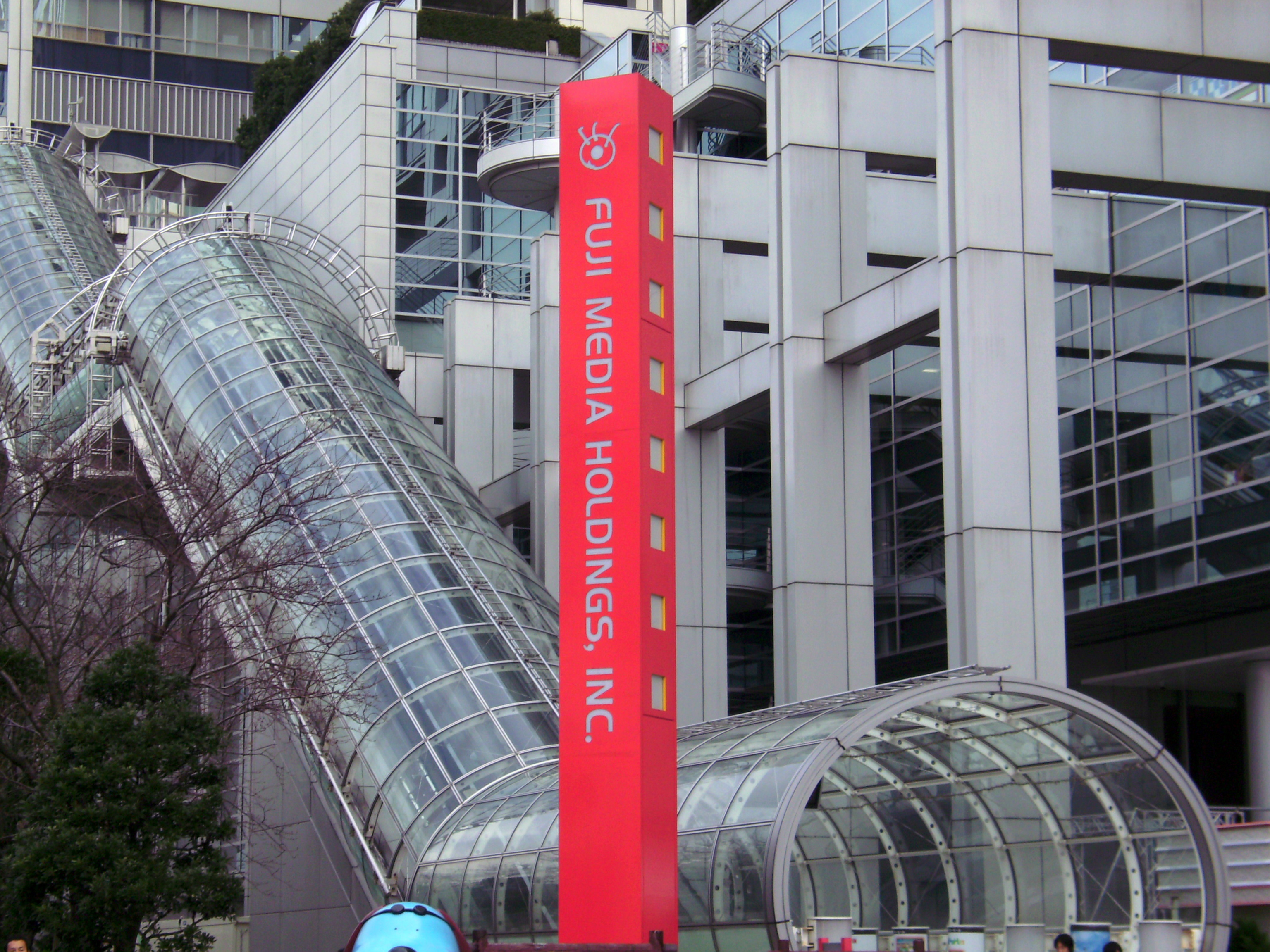
1階から5階と7階をつなぐチューブエスカレーター（長さ96.5m）

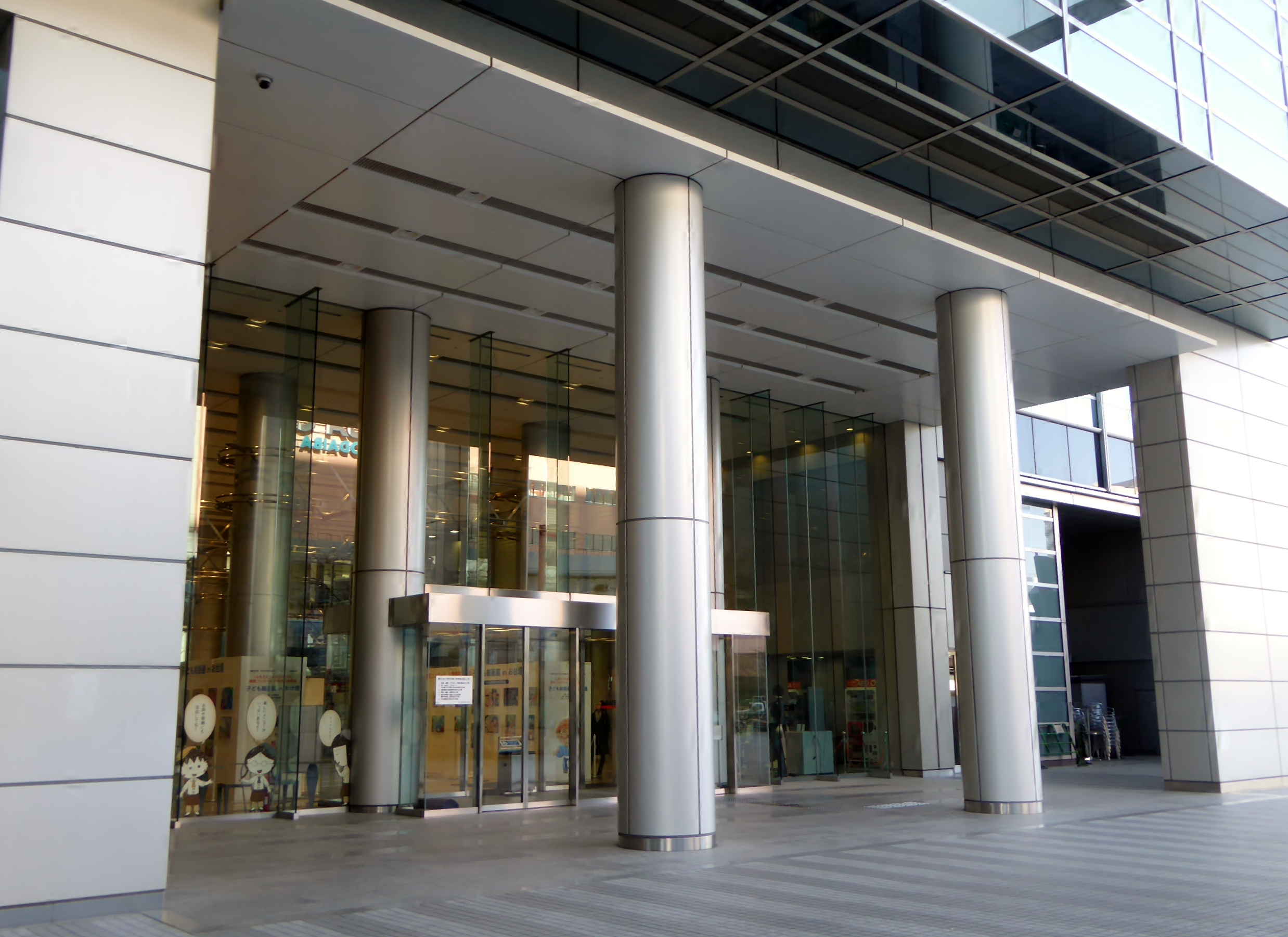
フジテレビモール入口（1階）

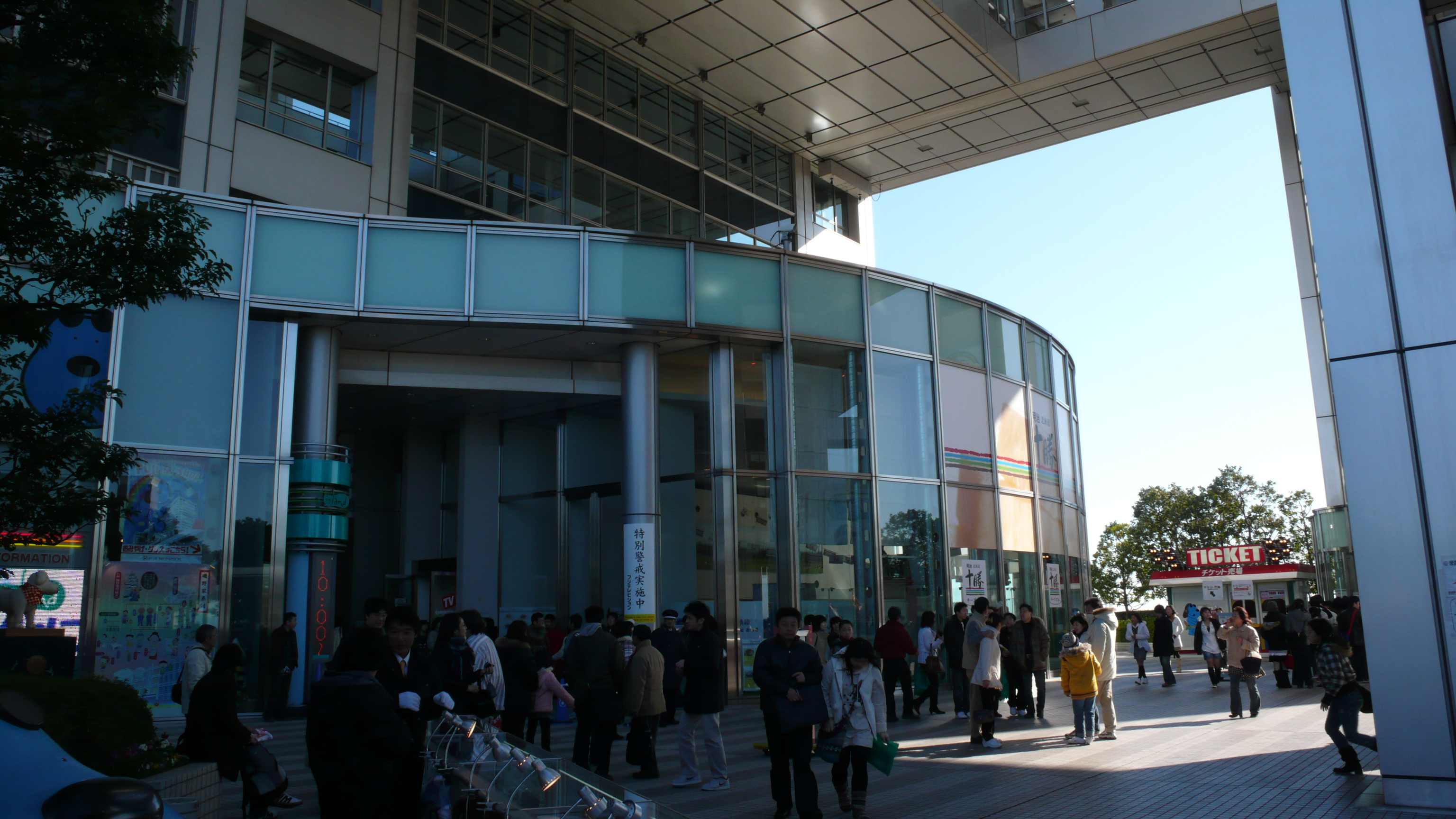
フジテレビショップ「フジさん」やオープンスタジオ「ぽかぽかパーク」がある（7階）

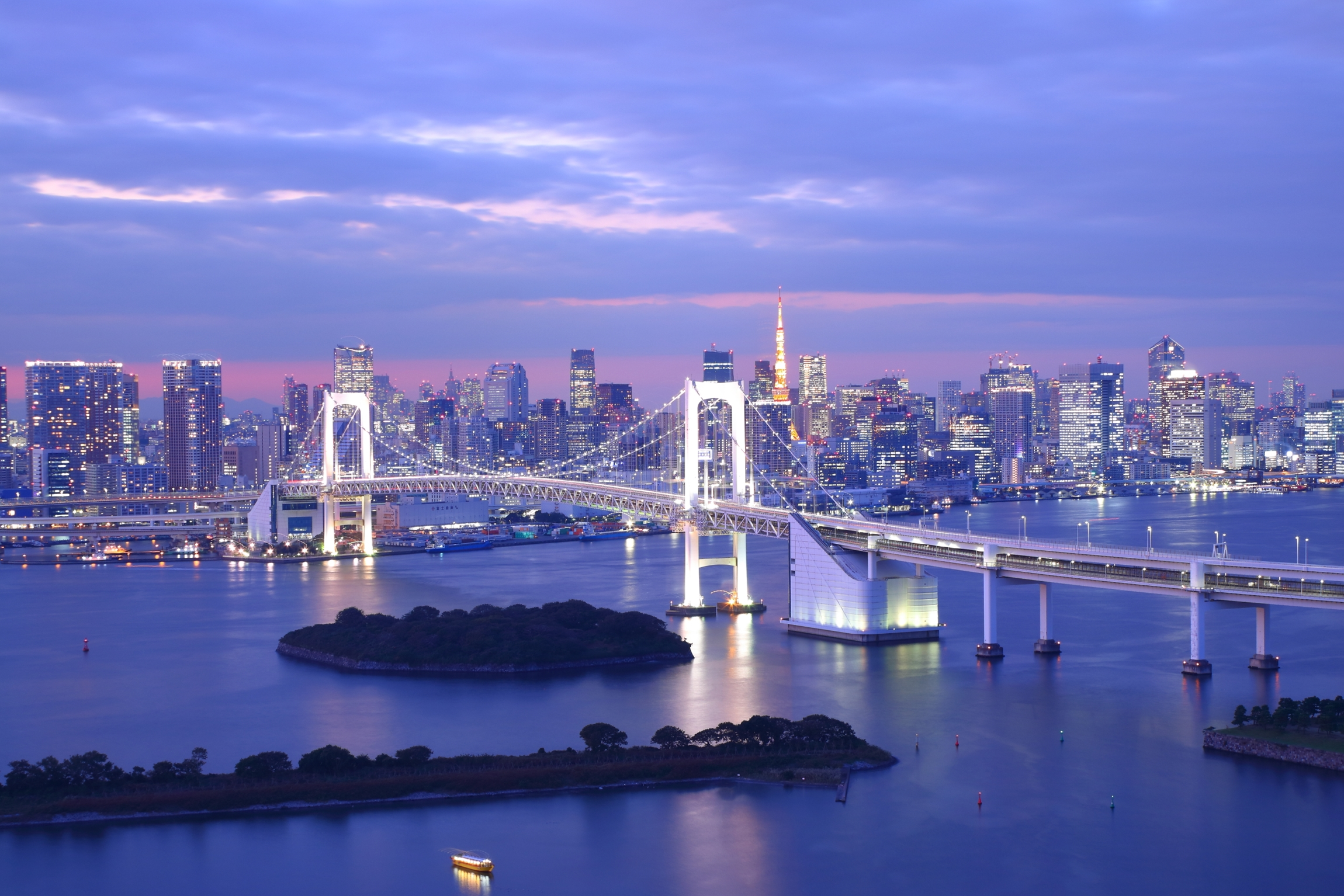
「はちたま」から望むレインボーブリッジ

見学スペース・展望室・ショップなどがあり、一般の人でも入ることができるエリアが多数ある（24階・25階は有料エリアで、入場料が必要）。開業当初は飲食店が多く立ち並んでいた。
- フジテレビ広場（1階）
本社屋の正面にあるフジテレビ広場には、インフォメーションセンターやオフィシャルマスコットキャラクター「ラフくん」の噴水（テレビの泉）がある。毎年夏には大型イベントが開催され、イベントステージや飲食ブースが設置される。
開業当初は「池広場」という名称で実際に広場の一角に水を張っていた事もある。
- 大階段
地上3階から7階の屋上庭園まで続く大階段で、幅12m、長さ100mある[8]。大階段の右端には上り用のエスカレーターも併設されているが、下り用はない。
- チューブエスカレーター
地上1階広場から5階（無料見学コース・フジテレビワンダーストリート）と7階（屋上庭園）を結ぶ、長さ96.5mのエスカレーター。パリのポンピドゥー・センターにあるものと同様に、周囲が透明な筒型になっているため、展望も良く、雨に濡れることもない。
- フジテレビモール（1階）
日本で唯一となる「サザエさんのお店」があり、オリジナルグッズ・お菓子が買えるほか、「サザエさん焼き」の実演販売も行っている。2015年3月から2017年8月31日まで期間限定の「ちびまる子ちゃんカフェ」があり、2018年4月23日から跡地には「タリーズコーヒー」がオープンしたが、現在は閉店している。また、限定オリジナルグッズも販売している「ローソン」、鉄道CGアニメ「チャギントン」のオフィシャルショップ「チャギントンショップ」[17]がある。その他、試写会やイベントが開催される「マルチシアター」がある。テナントはお台場移転から今日までに何度か変わっており、開業当初のテナントはセルフサービスの喫茶店「Cafe Costa」や現在のローソンとは異なるコンビニ「CONVENIENTE TORiAEZ」、神戸屋レストランで、番組に関連した施設は一切無かったが[16]、現在は番組関連の物販施設と飲食施設、ローソンのみとなった。開業から2018年までの名称は「シアターモール」だった。
- フジテレビギャラリー（5階）
5階にあるイベントスペースで、現在は番組やドラマの展示・イベントなどに用いられている。かつては無料見学コースで、フジテレビの番組グッズや、衣装、疑似セットなどが多数展示されており記念撮影も可能だった。真下に位置するフジテレビ最大のスタジオ「V4スタジオ」を窓越しに見学することもできた（ただし、スタジオの写真撮影は厳禁で、諸事情により窓がカーテンで塞がれている事もあり、見学できない場合もあった）。開業当初の「見学コース」時代は、球体展望室の入場券を購入する事で見学できる有料スペースで、当時は宣材写真などで番組を紹介するだけの内容だったが[16]、「スタジオプロムナード」、のちに「フジテレビきっかけストリート」と名称を変える2003年頃に無料開放されるようになってからは、放送中のドラマに関する展示コーナーや、番組制作の舞台裏やBSフジなどのBS・CSチャンネルなどを紹介するパネル、番組で実際に使用していたものと同じテーブルやソファで記念撮影ができるミニセット、小道具の展示、ボタンを押して効果音やテーマ曲が聞けるなどのブースが設けられている。ミニセットの中には『あいのり』のラブワゴン、『トリビアの泉』のへぇ～ボタンなど番組終了後も長期にわたって展示されるブースもあるが、基本的に番組改編時にはブースの入れ替えが行われていた。その後『フジテレビワンダーストリート』と名称を変えたが、2018年1月9日より営業を一時休止した後、展示物をすべて撤去し、イベントスペースと常設展示の「ガチャピンムックミュージアム」に改装された。
- フジさんテラス（7階）
7階にある屋上庭園で、一般開放されている。フジテレビ関連グッズを販売している「フジさん」（開業した1997年から2016年12月までの名称は「エフアイランド」）[18]のほか、2023年1月から『ぽかぽか』で使用中のオープンスタジオ「ぽかぽかパーク」[19]がある。2018年から2020年までR-1ぐらんぷりの敗者復活戦の会場にもなっていた。開業当初は「フジテレビプラザ」「屋上庭園」という名称があった。
- 球体展望室「はちたま」（25階）「はちたま」から望むレインボーブリッジ
レインボーブリッジなどの臨海副都心を地上100mから270度見渡せる展望室となっている。「はちたまショップ」が併設されており、はちたまグッズや、フジテレビ番組キャラクターグッズが購入できる。7階の屋上庭園から直通のエレベーターが出ている。有料エリアとなっており、一般料金は大人（高校生以上）550円、小中学生300円で、団体（20名以上）は一般より20％割引となる。1つ下の24階には「めざましテレビアクア」のスタジオ「めざまスカイ」があり、行き来して見学できる。スタジオとして使用することも可能となっている。

## スタジオ

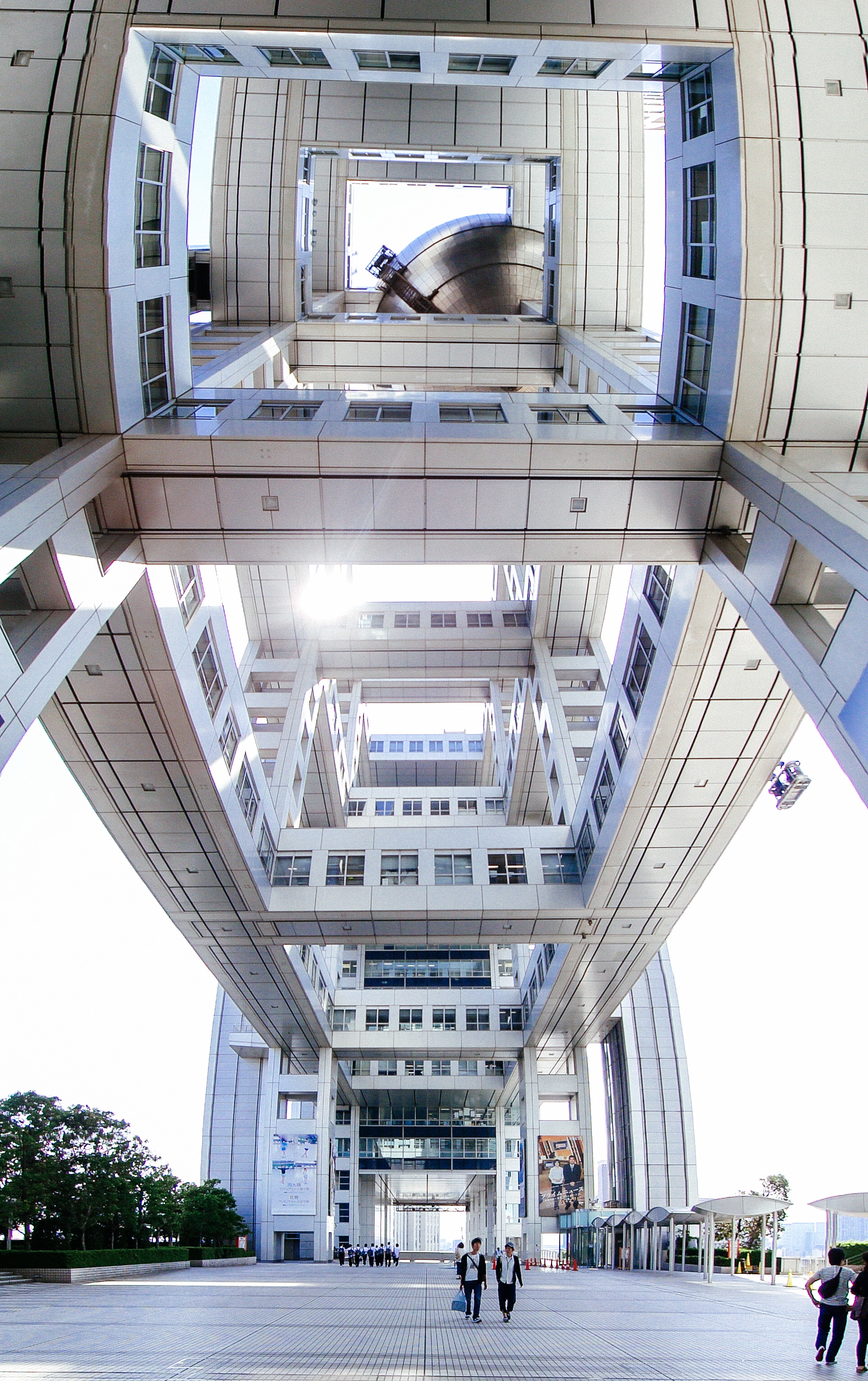
7階・屋上庭園

- V1スタジオ（3階 120坪[20]）
『クイズ!脳ベルSHOW』（BSフジ）や『競馬予想TV!』（フジテレビONE）などで使用。過去には『とくダネ!』（朝のワイドショー）や『直撃LIVE グッディ!』（午後のワイドショー）、土曜昼前のワイドショーや深夜のトーク番組、『エブナイ』などで使用。
スタジオ入り口のドアの色は赤。
- V2スタジオ（3階 200坪[20]）
『芸能人が本気で考えた!ドッキリGP』や『週刊フジテレビ批評』、『THEわれめDEポン』（フジテレビONE）、『いいものプレミアム』、『ミライ☆モンスター』などで使用。過去には『馬好王国〜UmazuKingdom〜』、『オールナイトフジコ』などでも使用。
スタジオ入り口のドアの色は黄。
- V3スタジオ（4K対応スタジオ[21] 3階 150坪[20]）
『BSフジLIVE プライムニュース』や『プライムオンラインTODAY 』、『プライムオンラインどようび』、『BSスーパーKEIBA[22]』（いずれもBSフジ）などで使用。過去には『ごきげんよう』[23]や『明石家さんまのフジテレビ大反省会』、『新報道2001』、『新・週刊フジテレビ批評』、『BSいきものがかり』（BSフジ）などでも使用。
スタジオアルタ改修工事に伴って『笑っていいとも!』がV3スタジオを使用したことがある（2005年6月27日〜7月22日）。
スタジオ入り口のドアの色は緑。
- V4スタジオ（3階 300坪[20]）- 大型多目的スタジオ。
本社ビルでは最大の広さ（日本の民間放送局のスタジオ床面積としても最大級[24]）を誇るスタジオである。現在は『ジャンクSPORTS』や『まつもtoなかい』、『Love music』、『新しいカギ』特別番組では『FNS27時間テレビ』や『FNSラフ&ミュージック』、『初詣!爆笑ヒットパレード』、『FNS歌謡祭[25]』、『FNS歌謡祭 夏』、『IPPONグランプリ』、『ENGEIグランドスラムLIVE』、『R-1ぐらんぷり→R-1グランプリ』[26]、『BSフジ11時間テレビ 全国対抗!脳トレ生合戦!!』（BSフジ）、『ドリフに大挑戦スペシャル』、『タイムリミットバトル ボカーン!』、『THE SECOND 〜漫才トーナメント〜』などで使用。
過去には『料理の鉄人』や『HEY!HEY!HEY!』、『SMAP×SMAP』、『めちゃ2イケてるッ!』、『とんねるずのみなさんのおかげでした』、『笑う犬シリーズ』、『ココリコミラクルタイプ』、『クイズ!ヘキサゴンII』、『水曜歌謡祭』、『志村の夜』、『志村でナイト』など。
特別番組では『新春かくし芸大会』『笑っていいとも!春・秋の祭典スペシャル』、『中居正広の(生)スーパードラマフェスティバル』、『FNS番組対抗オールスター春秋の祭典』、『ものまね王座決定戦[27]』、『爆笑そっくりものまね紅白歌合戦スペシャル[27]』、『歌がうまい王座決定戦スペシャル』、『FNSうたの夏まつり[28]』、選挙特番『FNN参院選 みんなの選挙2016』、『FNN選挙特番 ニッポンの決断!2017』、そして台場移転記念特番の『ザッツお台場エンターテイメント!』などでも使用されていた。
『お笑いホープ大賞』2008年の準決勝および決勝、賞レース時代の『THE MANZAI』の決勝会場として使用。
また、移転最初に収録したドラマ作品、『踊る大捜査線』のメインスタジオでもある。
スタジオ入り口のドアの色は青。
- V5スタジオ（3階 200坪[20]）
『ワイドナショー』や『坂上どうぶつ王国』、『新しいカギ』『明石家サンタの史上最大のクリスマスプレゼントショー』、『FNS歌謡祭[25]』、『坂崎幸之助のももいろフォーク村NEXT』（フジテレビNEXT）など。過去には『ザ・ベストハウス123』、『クイズ$ミリオネア』、『笑う犬シリーズ』、『アイドリング!!!』、『SMAP×SMAP』、『とんねるずのみなさんのおかげでした』、『めちゃ2イケてるッ!』、『ダウンタウンなう』、『梅沢富美男のズバッと聞きます!』、『石橋貴明のたいむとんねる』、『直撃!シンソウ坂上』、『FNSうたの夏まつり[28]』などで使用。
スタジオ入り口のドアの色は紫。
- V6スタジオ（6階 110坪[20]）
歴代の平日10時台（『ノンストップ!』）で使用。過去には『報道2001』や『なまうま』などで使用。
- V7スタジオ（6階 85坪[20]）
『すぽると!（第2期）』や『フィギュアスケートTV!』（BSフジ）、『F1GPニュース』（フジテレビONE）などのスポーツ番組で使用。
過去には『FNS27時間テレビ』のコーナー「さんま・中居の今夜も眠れない」や『バイキング』、『水前寺清子情報館』（BSフジ）、『S-PARK』などで使用。
- V8スタジオ（メディアタワー9階 130坪[20]） 
『めざまし8』『Mr.サンデー』（以前はV2スタジオ→V6スタジオ）で使用。
過去には『プロ野球ニュース』や『すぽると!（第1期）』、『スポーツLIFE HERO'S』、『バイキングMORE』（2021年3月まではV1スタジオ[29]）、『ポップUP!』などで使用。
報道スタジオであるV9スタジオがシステムの更新などで使用できない場合、V8スタジオが代替の報道スタジオとして使用される[30]。
- V9スタジオ（メディアタワー12階 130坪[20]）- ニュース専用スタジオ。
『めざましテレビ』（『めざましどようび』）や『Live News』各番組（『FNN Live News days』・『Live News イット!』・『FNN Live News α』）、 『日曜報道 THE PRIME』 、『FNNニュース』のセットが常設。
- V10スタジオ（メディアタワー14階 20坪[20]）
「プロ野球ニュース」（フジテレビONE）で使用。かつては 『めざにゅ〜』までの平日早朝の番組や『ディープガール』などで使用。
2015年4月から2017年10月まではインターネット放送のホウドウキョク24でニューススタジオとして使用されていた。
- VAスタジオ
生送出用サブ。4K対応[31]。かつては『森田一義アワー 笑っていいとも!』でスタジオアルタからの映像を受けて生送出に使用されていた[32]。
- VBスタジオ
生送出用サブ。
- VCスタジオ
中継番組（主にスポーツ中継）の受けサブとして使用。
- VGスタジオ（メディアタワー18階）
主にフジテレビワンツーネクストのオリジナル番組で使用。
- VFスタジオ（メディアタワー12階）
主に『BSフジNEWS』にて使用。
- めざまスカイ（球体展望室「はちたま」内24階）
2012年3月に新設されたスタジオ。2012年3月から2015年3月までは『めざましテレビ』『めざましどようび』、2014年3月から2018年3月までは『めざましテレビ アクア』の放送を行なっていた。『めざまし』の放送がV9スタジオ→V8スタジオに変わった後もスタジオセットは残置されているが、『めざましどようび』を中心にゲストへのインタビュー収録に使われたり、『めざましテレビ』のYouTubeやSNSアカウント用の動画収録、V9スタジオのセット改装時の代替スタジオとして使われる。2023年末にはV9スタジオに代わる『大みそか列島縦断LIVE 景気満開テレビ』のスタジオとして使われた。2022年1月末からはリモート用スタジオとして使われているが、これ以降は放送において「めざまスカイ」の名前は使われなくなり、「24階・球体スタジオ」と呼称している。かつて収録等での未使用時は有料で一般公開されており（25階展望室の入場料を払えば、追加料金は必要なく行き来できる）、番組に出演したゲストのサインボードが多数飾られていた。また、24階は通路スペースであるコリドール（渡り廊下）も行き来できるため、25階展望室では見られないダイバーシティ東京などがある南側方面を展望できたり、球体を真横から間近で見ることもできたが2023年現在は一般公開を終了し閉鎖され、それ以降は通常のスタジオとしての使用のみとなっている。1997年の移転当時、この場所はスタジオではなく中国料理・和食・寿司のレストラン「シノア四季」[16]だった。

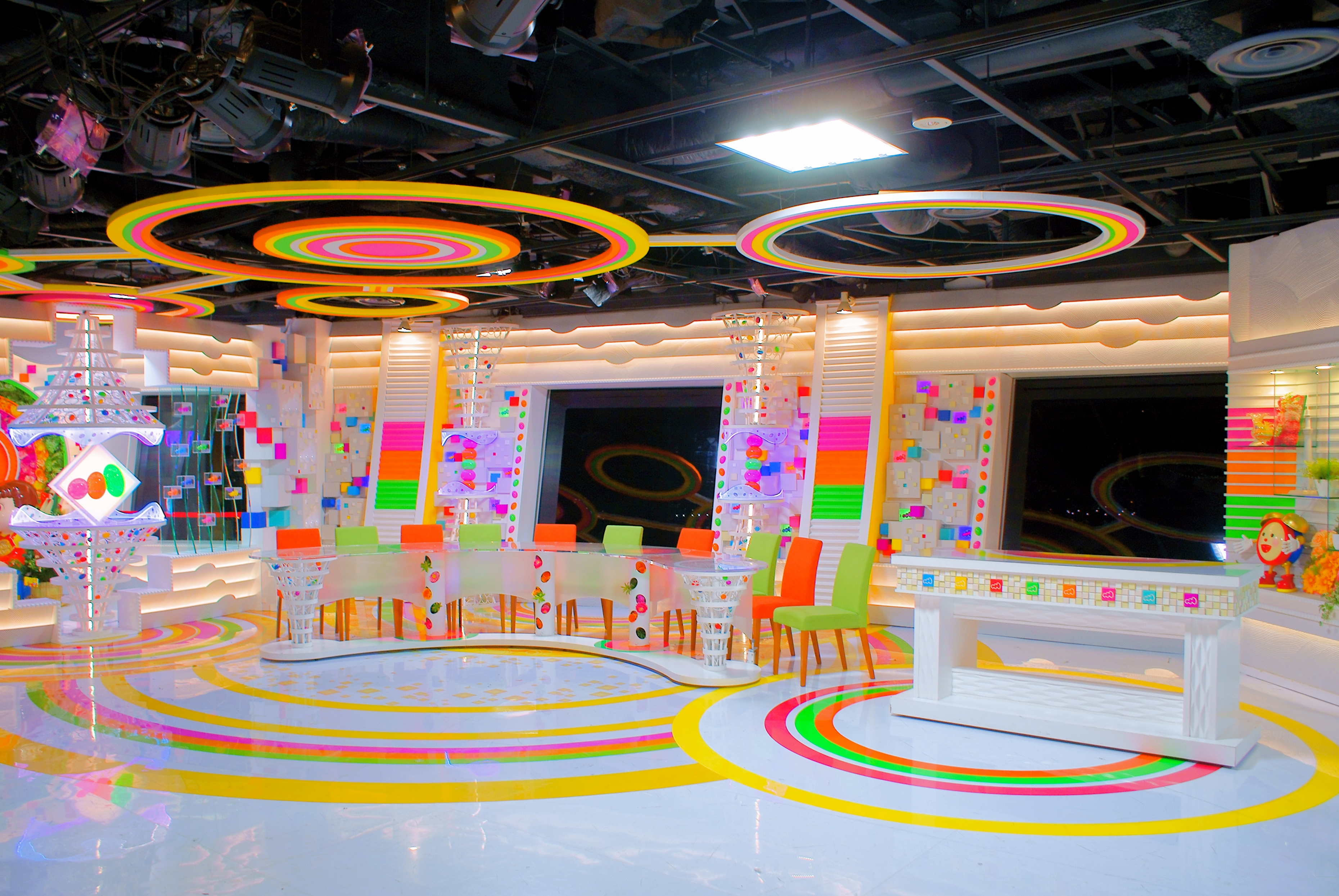
24階球体内・めざまスカイ

スタジオ内にあるテレビカメラは、一部のスタジオを除きハイビジョン対応（1997年3月10日の運用開始当初から4:3と16:9に切り替え可能な多目的カメラを使用）。しかし、サブ周りの機器は一部河田町からの移設やSD対応機材だったため、その「HD非対応」スタジオについては段階的にHD対応に移行させた。
報道センターには『BSフジNEWS』専用のブースを併設。そして緊急報道やセット改装・年末年始時の際にはセンター内にある顔出しブースから放送する。運用開始から2020年ごろまではセンター内に円卓テーブルが存在しており、顔出し用のリモコンカメラがテーブル中央部に常設され、緊急報道やV9スタジオのセット改装の際にはそこから放送されていた。2020年からは可動壁からは見えない報道センターの右側に小規模な顔出しブースが設置され、2023年現在は週末夜の『S-PARK』のニュースパート、2020年以降の年末年始時のミニニュースなどもこのブースから放送している。かつての円卓テーブルと現在の顔出しブースは共に緊急時以外は番組キャスターの打ち合わせ用スペースとして用いられている（河田町本社時代の報道センターも同様に打ち合わせ用のスペースを緊急時の顔出しブースとして兼用していた）。
V9スタジオが隣接しており、可動壁を上げることで報道センターと一体化させることができる。運用開始時はV9スタジオが『FNNニュース555ザ・ヒューマン』と『ニュースJAPAN』の専用セットで占められており、報道センターをバックに放送するのはそれ以外のニュース番組ならびに『めざましテレビ』の放送時のみだったためその時だけ可動壁を下ろしていたが、1998年の『FNNスーパーニュース』開始時から一時期を除いて2018年3月の『みんなのニュース』終了までは、報道センターが見えるガラス壁を用いたスタジオセットだったため可動壁は常に上げていた。2018年〜2023年9月までは報道センターをバックに放送する事が一切なくなったため可動壁は常に下ろされていたが、2023年10月からは再度可動壁を上げて報道センターと一体型になる。
カメラなどスタジオ機材にはフジテレビのロゴラベルが貼られているが、報道専用のV9スタジオのみ「FNN」ロゴラベルが貼られている（河田町本社時代の第9スタジオ→第7スタジオも同様）。
フジテレビでは、FCGビル（台場本社）近くの江東区青海（あおみ）に、ドラマやバラエティ番組などの収録拠点となる湾岸スタジオがある。同所開設前までは、FCGビルや東京メディアシティ、渋谷ビデオスタジオといった複数の拠点で収録などを行っていたが、本社との距離や一部スタジオの老朽化などの問題もあり、それらの問題点を解消すべく建設された。2023年現在、FCGビルでのスタジオ運用は地上波・衛星問わず生放送番組での使用を主軸に、一部の収録番組と関西テレビ制作番組の収録に使用されている。
8つのテレビスタジオの中には、床面積がV4スタジオ以上の場所もある。本社とは光ケーブルで相互接続されているが、主調整室とは直接接続されていないことから、生放送する際には本社側に制御用の副調整室（所謂『受けサブ』）を必要とする。

## ラジオスタジオ

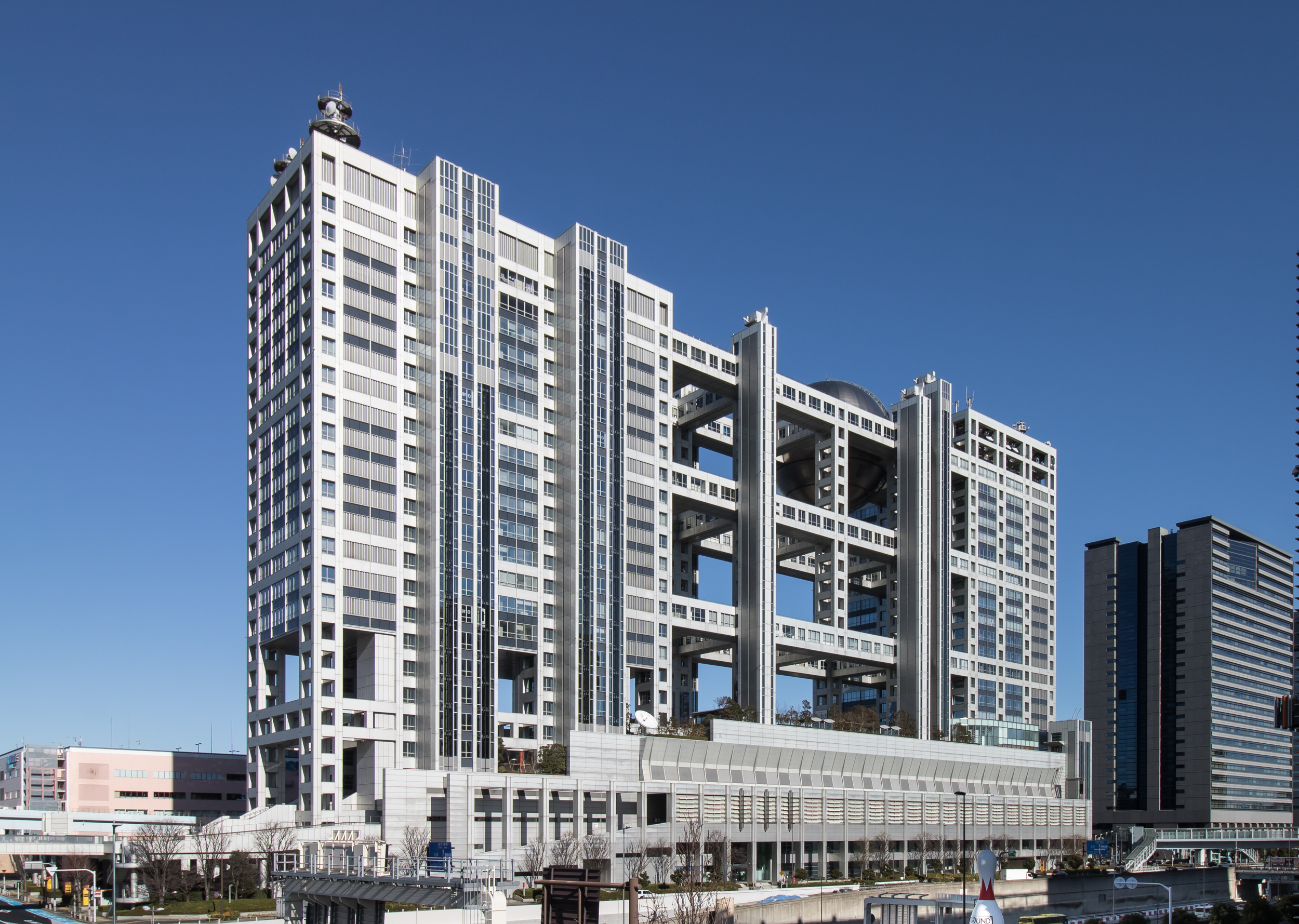
裏側から見たFCGビル

かつてFCGビルには、当時フジテレビの親会社であったラジオ局・ニッポン放送の本社も入居しており、1997年3月24日から2004年9月5日までの8年間に亘って放送を行っていた。メディアタワー22階から24階にラジオスタジオ、24階にマスター設備（主調整室）が設置されていた。なおテレビスタジオとは違い、事務フロアとして設計されていた場所にラジオスタジオ設備を設置した。台場本社時代は千代田区有楽町に入居していた糖業会館建て替え問題が進展中であったが、現在の社屋落成（糖業会館・ニッポン放送本社ビル）を機にスタジオ・本社機能を有楽町に戻した。なお、FCGビルには旧社屋の「ラジオハウス銀河」、現社屋の「イマジンスタジオ」にあたる公開放送などに用いるための大型スタジオが無いため、旧糖業会館が解体される2001年8月までは「ラジオハウス銀河」が引き続き使用された。
- シーだいばスタジオ（メディアタワー24階　第1スタジオ）
- スカイだいばスタジオ（メディアタワー24階　第2スタジオ）
生放送用スタジオ。両スタジオは、少し離れて並んで設置されていた。
- 第3スタジオ（メディアタワー23階)
準生放送用スタジオ
- 第4-7スタジオ（メディアタワー23階）
収録用スタジオと NRN専用スタジオ
- スタジオX（メディアタワー24階）
BSデジタル音声放送 LFX488専用の簡易スタジオ。ワンマンDJ設備があり、簡易動画放送用のテレビカメラ等も設置。24階の通路に設置されていた。

## FCGビルで収録・生放送される主な番組

### 現在放送中のバラエティ番組

#### レギュラー番組
- ぽかぽか
- ワイドナショー
- ミライモンスター
- 馬好王国〜UmazuKingdom〜
- ジャンクSPORTS
- 奇跡体験!アンビリバボー
- 芸能人が本気で考えた!ドッキリGP
- 人志松本の酒のツマミになる話
- 新しいカギ
- オールナイトフジコ
- クイズ!脳ベルSHOW
- 芸能界麻雀最強位決定戦 THEわれめDEポン
- ゲームセンターCX（番組の生放送特番で使用）
- Kiramuneカンパニー

#### スペシャル番組
- 初詣!爆笑ヒットパレード
- FNS27時間テレビ
- IPPONグランプリ
- ENGEIグランドスラム
- THE MANZAI マスターズ
- FNSラフ&ミュージック〜歌と笑いの祭典〜
- R-1グランプリ
- ドリフに大挑戦スペシャル
- タイムリミットバトル ボカーン!

#### 放送終了したバラエティ番組
- 森田一義アワー 笑っていいとも!
  - 笑っていいとも!特大号
  - 笑っていいとも!春・秋の祭典スペシャル
- ライオンのごきげんよう
- 新春かくし芸大会
- 料理の鉄人
- とんねるずのみなさんのおかげです
  - とんねるずのみなさんのおかげでした
- ダウンタウンのごっつええ感じ
- めちゃ2イケてるッ!
- 笑う犬シリーズ
- クイズ$ミリオネア
- エブナイ
  - ワンナイR&R
- ココリコミラクルタイプ
- はねるのトびら
- トリビアの泉
- リチャードホール
- クイズ!ヘキサゴンII
- ザ・ベストハウス123
- 志村流
- アイドリング!!!
- 中居正広の(生)スーパードラマフェスティバル
- ザッツお台場エンターテイメント!
- お笑いホープ大賞
- 明石家さんまのフジテレビ大反省会
- DAIBAッテキ!!
- AKB映像センター
- うれしたのし大好き2015〜ドリカムへの挑戦状〜
- 淳・ぱるるの○○バイト!
- ヨルタモリ
- 人生のパイセンTV
- フルタチさん
- 梅沢富美男のズバッと聞きます!
- 直撃!シンソウ坂上
- BSフジ11時間テレビ 全国対抗!脳トレ生合戦!!
- FakeStation-ThursdayMidnight
- 石橋貴明のたいむとんねる
- 志村でナイト
- MATSUぼっち
- ダウンタウンなう
- ライオンのグータッチ
- 乃木坂46のザ・ドリームバイト!
- 志村けんのバカ殿様
- 志村けんのだいじょうぶだぁ
- 東北魂TV
- BSいきものがかり
- まつもtoなかい
  - だれかtoなかい

#### 過去に収録・生放送で使用されたバラエティ番組
- ものまね王座決定戦（2013年より「湾岸スタジオ」で収録。放送は継続中）
- 爆笑そっくりものまね紅白歌合戦スペシャル（2013年より「湾岸スタジオ」で収録。放送は継続中）
- 歌がうまい王座決定戦スペシャル（2013年より「湾岸スタジオ」で収録。放送は継続中）
- ネプリーグ（「湾岸スタジオ」で収録。放送は継続中）
- ザ・ベストハウス123（番組末期では「湾岸スタジオ」で収録）
- SMAP×SMAP（番組末期では「湾岸スタジオ」で収録。番組の生放送と「湾岸スタジオ」完成後は「FCGビル」を使用。1997年12月31日の生放送で年越しをした時にはビルの社屋を電飾で祝福する演出があった。）
- 全力!脱力タイムズ（「湾岸スタジオ」で収録。放送は継続中）

### 現在放送中の音楽番組

#### レギュラー番組
- MUSIC FAIR
- Love music

#### スペシャル番組
- FNS歌謡祭（2015年以降で主に第2夜で使用。2012年 - 2014年は中継先の特設スタジオ、2020年・2021年・2023年は第1夜と第2夜の両方で使用）
- FNSうたの夏まつり→FNS歌謡祭 夏（2016年以降で使用）
- HEY!HEY!NEO!

#### 過去に収録・生放送で使用された音楽番組
- HEY!HEY!HEY! MUSIC CHAMP
- 僕らの音楽
- 水曜歌謡祭
- FNSうたの春まつり→FNS歌謡祭 春
- FNS歌謡祭 秋

### 現在放送中の情報・報道番組

#### レギュラー番組
- めざましテレビ
  - めざましどようび
- めざまし8
- ノンストップ!
- Mr.サンデー
- 週刊フジテレビ批評
- FNNニュース
- Live News イット!
- FNN Live News days
- FNN Live News α
- 日曜報道 THE PRIME
- S-PARK
- BSフジLIVE プライムニュース
- プライムオンラインTODAY
  - 週刊プライムオンラインS

#### 過去に生放送で使用された情報・報道番組
- FNNスーパータイム
- FNNニュース555 ザ・ヒューマン
- ビッグトゥデイ
- おはようナイスデイ
- どうーなってるの?!
- スーパーナイト
- プロ野球ニュース
- EZ!TV
- こたえてちょーだい!
- 報道2001
  - 新報道2001
- 知りたがり!
- めざにゅ～
- FNNスーパーニュース
- ニュースJAPAN
  - ニュースJAPAN WEEKEND
- あしたのニュース
  - こんやのニュース
- すぽると!
- ユアタイム
  - ユアタイム クイック
- スポーツLIFE HERO'S
- みんなのニュース
  - FNNみんなのニュースWEEKEND
- FNNスピーク
  - FNNスピークWeekend
- THE NEWSα
  - THE NEWSα Pick
- 新・週刊フジテレビ批評
- FNNプライムニュース デイズ
- プライムニュース イブニング
- FNNプライムニュース α
- 報道プライムサンデー
- 直撃LIVE グッディ!
- 情報プレゼンター とくダネ!
- バイキングMORE
- ポップUP!
- BSフジLIVE ソーシャルTV ザ・コンパス
- 華大の知りたい!サタデー
- DO YOU?サタデー
  - 水前寺清子情報館

## 交通アクセス
- ゆりかもめ「台場駅」南口より徒歩3分。
- 東京臨海高速鉄道りんかい線「東京テレポート駅」B出口より徒歩5分。